# Rallycross di Barcellona 2022
Il Rallycross di Barcellona 2022, ufficialmente denominato World RX of Barcelona-Catalunya, è stata l'edizione 2022 del rallycross di Barcellona. La manifestazione si è svolta il 29 e il 30 ottobre sul circuito di Catalogna a Montmeló ed era valida come nona e decima prova del campionato del mondo rallycross 2022, nello specifico ottava e nona per la classe regina RX1e e quinta e ultima per la serie cadetta RX2e.
L'evento del World RX si componeva di due gare, entrambe valide per la classe RX1e. La prima è stata vinta dallo svedese Timmy Hansen alla guida di una Peugeot 208 RX1e della scuderia Hansen World RX Team, il quale sopravanzò in finale il finlandese Niclas Grönholm, secondo classificato su PWR RX1e del Construction Equipment Dealer Team, e l'altro pilota svedese Gustav Bergström, terzo a bordo di una Volkswagen RX1e; la seconda gara fu invece vinta dallo svedese Johan Kristoffersson al volante di una Volkswagen RX1e della scuderia Kristoffersson Motorsport, precedendo Timmy Hansen e il norvegese Ole Christian Veiby, compagno di squadra di Kristoffersson; per il pilota scandinavo si trattò del settimo successo stagionale su nove gare disputate nonché della trentaquattresima vittoria in assoluto nella massima categoria e con questo risultato si aggiudicò inoltre con due gare di anticipo il suo quinto titolo mondiale piloti (il terzo consecutivo) dopo quelli conquistati nel 2017, nel 2018, nel 2020 e nel 2021.
La gara del campionato cadetto RX2e, l'ultima in programma per questa stagione, è stata invece vinta dallo svedese Isak Sjökvist, al primo successo in carriera, mentre il titolo finale della serie è stato conquistato dal belga Viktor Vranckx.

## Risultati World RX - Gara 1

### Classifica finale
| 1 | 21 | Timmy Hansen         | Peugeot 208 RX1e | Hansen World RX Team               | 3º | 2º | –  | –  | 2º | 1º | 20 |
| 2 | 68 | Niclas Grönholm      | PWR RX1e         | Construction Equipment Dealer Team | 4º | –  | 2º | 2º | –  | 2º | 16 |
| 3 | 17 | Gustav Bergström     | Volkswagen RX1e  | Gustav Bergström                   | 5º | 3º | –  | 3º | –  | 3º | 13 |
| 4 | 71 | Kevin Hansen         | Peugeot 208 RX1e | Hansen World RX Team               | 2º | –  | 1º | –  | 1º | 4º | 12 |
| 5 | 1  | Johan Kristoffersson | Volkswagen RX1e  | Kristoffersson Motorsport          | 1º | 1º | –  | 1º | –  | 5º | 11 |
| 6 | 52 | Ole Christian Veiby  | Volkswagen RX1e  | Kristoffersson Motorsport          | 8º | –  | 3º | –  | 3º | nq | 10 |
| 7 | 12 | Klara Andersson      | PWR RX1e         | Construction Equipment Dealer Team | 6ª | –  | 4ª | 4ª | –  | nq | 9  |
| 8 | 77 | René Münnich         | SEAT Ibiza RX1e  | ALL-INKL.COM Münnich Motorsport    | 7º | 4º | –  | –  | 4º | nq | 8  |

Legenda:
Pos. = Posizione; Nº = Numero di gara; PR = Posizione nella Progression Race; SF = Posizione nella semifinale; nq = non qualificata/o.

### Super Pole
Unicamente per la categoria RX1e, al fine di decidere la griglia di partenza della prima batteria, venne introdotta la Super Pole ovvero un unico giro cronometrato effettuato con partenza da fermo e comprensivo di Joker Lap. In base al risultato i piloti potranno scegliere sia lo stallo di partenza sia a quale gara partecipare.
| 1 | 1  | Johan Kristoffersson | Volkswagen RX1e  | Kristoffersson Motorsport          | 58"285   | –         |
| 2 | 21 | Timmy Hansen         | Peugeot 208 RX1e | Hansen World RX Team               | 58"464   | +0"179    |
| 3 | 68 | Niclas Grönholm      | PWR RX1e         | Construction Equipment Dealer Team | 58"878   | +0"593    |
| 4 | 71 | Kevin Hansen         | Peugeot 208 RX1e | Hansen World RX Team               | 59"208   | +0"923    |
| 5 | 17 | Gustav Bergström     | Volkswagen RX1e  | Gustav Bergström                   | 1'00"106 | +1"821    |
| 6 | 12 | Klara Andersson      | PWR RX1e         | Construction Equipment Dealer Team | 1'00"327 | +2"042    |
| 7 | 77 | René Münnich         | SEAT Ibiza RX1e  | ALL-INKL.COM Münnich Motorsport    | 1'01"233 | +2"948    |
| 8 | 52 | Ole Christian Veiby  | Volkswagen RX1e  | Kristoffersson Motorsport          | 2'24"193 | +1'25"908 |

Legenda:
Pos. = Posizione; Nº = Numero di gara.

### Batterie
Il risultato delle batterie (Heats) determinerà poi il Ranking finale, il quale risulterà poi decisivo nel caso in cui più concorrenti ottenessero uguali piazzamenti nelle fasi successive, ovvero le Progression Races e le semifinali.
| 1  | Johan Kristoffersson | Volkswagen RX1e  | Kristoffersson Motorsport          | 50 (1º)       | 50 (1º)       | 100 | 1º |
| 71 | Kevin Hansen         | Peugeot 208 RX1e | Hansen World RX Team               | 42 (3º)       | 45 (2º)       | 87  | 2º |
| 21 | Timmy Hansen         | Peugeot 208 RX1e | Hansen World RX Team               | 45 (2º)       | 42 (3º)       | 87  | 3º |
| 68 | Niclas Grönholm      | PWR RX1e         | Construction Equipment Dealer Team | 39 (5º)       | 40 (4º)       | 79  | 4º |
| 17 | Gustav Bergström     | Volkswagen RX1e  | Gustav Bergström                   | 40 (4º)       | 38 (6º)       | 78  | 5º |
| 12 | Klara Andersson      | PWR RX1e         | Construction Equipment Dealer Team | 38 (6ª)       | 39 (5ª)       | 77  | 6ª |
| 77 | René Münnich         | SEAT Ibiza RX1e  | ALL-INKL.COM Münnich Motorsport    | 35 (7º - DNF) | 35 (7º - DNF) | 70  | 7º |
| 52 | Ole Christian Veiby  | Volkswagen RX1e  | Kristoffersson Motorsport          | 31 (8º - DNS) | 31 (8º - DNS) | 62  | 8º |

Legenda:
Nº = Numero di gara; B = Batteria; DNF = Non arrivato (Did not finish); DNS = Non partito (Did not start).

### Progression races
Per ciascuna serie tutti i concorrenti parteciparanno alle progression races, il risultato delle quali sarà determinante per la qualificazione alle successive semifinali e/o per la scelta della posizione di partenza nelle stesse.
| Categoria RX1e - Progression Race 1 |    |                      |                  |                                    |            |          |          |          |   |
| Pos.                                | Nº | Pilota               | Auto             | Squadra                            | Giri/Joker | Tempo    | Penalità | Distacco |   |
| 1                                   | 1  | Johan Kristoffersson | Volkswagen RX1e  | Kristoffersson Motorsport          | 5/1        | 4'15"627 | -        | –        | Q |
| 2                                   | 21 | Timmy Hansen         | Peugeot 208 RX1e | Hansen World RX Team               | 5/1        | 4'17"762 | 3"000    | +0"753   | Q |
| 3                                   | 17 | Gustav Bergström     | Volkswagen RX1e  | Gustav Bergström                   | 5/1        | 4'18"864 | -        | +5"058   | Q |
| DNF                                 | 77 | René Münnich         | SEAT Ibiza RX1e  | ALL-INKL.COM Münnich Motorsport    | 3/2        | -        | -        | +2 giri  | Q |
|                                     |    |                      |                  |                                    |            |          |          |          |   |
| Categoria RX1e - Progression Race 2 |    |                      |                  |                                    |            |          |          |          |   |
| Pos.                                | Nº | Pilota               | Auto             | Squadra                            | Giri/Joker | Tempo    | Penalità | Distacco |   |
| 1                                   | 71 | Kevin Hansen         | Peugeot 208 RX1e | Hansen World RX Team               | 5/1        | 4'14"206 | -        | –        | Q |
| 2                                   | 68 | Niclas Grönholm      | PWR RX1e         | Construction Equipment Dealer Team | 5/1        | 4'14"839 | -        | +0"633   | Q |
| 3                                   | 52 | Ole Christian Veiby  | Volkswagen RX1e  | Kristoffersson Motorsport          | 5/1        | 4'16"186 | -        | +1"980   | Q |
| 4                                   | 12 | Klara Andersson      | PWR RX1e         | Construction Equipment Dealer Team | 5/1        | 4'16"858 | -        | +2"652   | Q |

Legenda:
Pos. = Posizione; Nº = Numero di gara; DNF = Non arrivato (Did not finish).
| Q | Qualificata/o per le semifinali |

### Semifinali
I primi due classificati in ciascuna semifinale accederanno alla finale; l'ultimo posto disponibile verrà occupato dal "miglior terzo", ovvero chi aveva ottenuto il miglior piazzamento nel Ranking al termine delle batterie.
| Categoria RX1e - Semifinale 1 |    |                      |                  |                                    |            |          |          |   |
| Pos.                          | Nº | Pilota               | Auto             | Squadra                            | Giri/Joker | Tempo    | Distacco |   |
| 1                             | 1  | Johan Kristoffersson | Volkswagen RX1e  | Kristoffersson Motorsport          | 5/1        | 4'11"954 | –        | Q |
| 2                             | 68 | Niclas Grönholm      | PWR RX1e         | Construction Equipment Dealer Team | 5/1        | 4'14"464 | +2"510   | Q |
| 3                             | 17 | Gustav Bergström     | Volkswagen RX1e  | Gustav Bergström                   | 5/1        | 4'17"645 | +5"691   |   |
| 4                             | 12 | Klara Andersson      | PWR RX1e         | Construction Equipment Dealer Team | 5/1        | 4'22"255 | +10"301  |   |
|                               |    |                      |                  |                                    |            |          |          |   |
| Categoria RX1e - Semifinale 2 |    |                      |                  |                                    |            |          |          |   |
| Pos.                          | Nº | Pilota               | Auto             | Squadra                            | Giri/Joker | Tempo    | Distacco |   |
| 1                             | 71 | Kevin Hansen         | Peugeot 208 RX1e | Hansen World RX Team               | 5/1        | 4'11"419 | –        | Q |
| 2                             | 21 | Timmy Hansen         | Peugeot 208 RX1e | Hansen World RX Team               | 5/1        | 4'11"909 | +0"490   | Q |
| 3                             | 52 | Ole Christian Veiby  | Volkswagen RX1e  | Kristoffersson Motorsport          | 5/1        | 4'13"817 | +2"398   | Q |
| 4                             | 77 | René Münnich         | SEAT Ibiza RX1e  | ALL-INKL.COM Münnich Motorsport    | 5/1        | 4'19"606 | +8"187   |   |

Legenda:
Pos. = Posizione; Nº = Numero di gara.
| Q | Qualificata/o per la finale |

### Finale
| Categoria RX1e | Categoria RX1e | Categoria RX1e       | Categoria RX1e   | Categoria RX1e                     | Categoria RX1e | Categoria RX1e | Categoria RX1e | Categoria RX1e |
| Pos.           | Nº             | Pilota               | Auto             | Squadra                            | Giri/Joker     | Tempo          | Penalità       | Distacco       |
| -------------- | -------------- | -------------------- | ---------------- | ---------------------------------- | -------------- | -------------- | -------------- | -------------- |
| 1              | 21             | Timmy Hansen         | Peugeot 208 RX1e | Hansen World RX Team               | 5/1            | 4'10"163       | -              | –              |
| 2              | 68             | Niclas Grönholm      | PWR RX1e         | Construction Equipment Dealer Team | 5/1            | 4'10"679       | -              | +0"516         |
| 3              | 17             | Gustav Bergström     | Volkswagen RX1e  | Gustav Bergström                   | 5/1            | 4'14"048       | -              | +3"885         |
| 4              | 71             | Kevin Hansen         | Peugeot 208 RX1e | Hansen World RX Team               | 5/1            | 4'18"043       | -              | +7"880         |
| 5              | 1              | Johan Kristoffersson | Volkswagen RX1e  | Kristoffersson Motorsport          | 5/1            | 4'18"087       | 3"000          | +7"924         |

- Miglior tempo di reazione: 0"412 ( Timmy Hansen);
- Giro più veloce: 46"958 ( Johan Kristoffersson);
- Miglior giro Joker: 50"816 ( Gustav Bergström).

Legenda:
Pos. = Posizione; Nº = Numero di gara.

## Risultati World RX - Gara 2

### Classifiche finali
| 1 | 1  | Johan Kristoffersson | Volkswagen RX1e  | Kristoffersson Motorsport          | 1º | 1º | –  | 1º | –  | 1º | 20 |
| 2 | 21 | Timmy Hansen         | Peugeot 208 RX1e | Hansen World RX Team               | 2º | –  | 1º | –  | 1º | 2º | 16 |
| 3 | 52 | Ole Christian Veiby  | Volkswagen RX1e  | Kristoffersson Motorsport          | 3º | 2º | –  | –  | 2º | 3º | 13 |
| 4 | 12 | Klara Andersson      | PWR RX1e         | Construction Equipment Dealer Team | 7ª | 3ª | –  | 2ª | –  | 4ª | 12 |
| 5 | 68 | Niclas Grönholm      | PWR RX1e         | Construction Equipment Dealer Team | 4º | –  | 2º | 3º | –  | 5º | 11 |
| 6 | 71 | Kevin Hansen         | Peugeot 208 RX1e | Hansen World RX Team               | 5º | 4º | –  | –  | 3º | nq | 10 |
| 7 | 17 | Gustav Bergström     | Volkswagen RX1e  | Gustav Bergström                   | 6º | –  | 3º | –  | 4º | nq | 9  |
| 8 | 77 | René Münnich         | SEAT Ibiza RX1e  | ALL-INKL.COM Münnich Motorsport    | 8º | –  | 4º | 4º | –  | nq | 8  |

| 1  | 82 | Isak Sjökvist        | RX2e | Hedströms Motorsport      | 1º  | 2º | –  | –  | 1º | 1º | 20 |
| 2  | 13 | Viktor Vranckx       | RX2e | Bert Vranckx              | 3º  | 1º | –  | 1º | –  | 2º | 16 |
| 3  | 14 | Nils Andersson       | RX2e | Kristoffersson Motorsport | 2º  | –  | 2º | 2º | –  | 3º | 13 |
| 4  | 5  | Pablo Suárez         | RX2e | QEV Motorsport            | 5º  | 3º | –  | 3º | –  | 4º | 12 |
| 5  | 97 | Raul Ferre           | RX2e | ACA Esport                | 7º  | 4º | –  | –  | 2º | 5º | 11 |
| 6  | 12 | Pepe Arque           | RX2e | Escuderia Mollerussa      | 6º  | –  | 3º | –  | 3º | nq | 10 |
| 7  | 00 | Patrick O'Donovan    | RX2e | Patrick O'Donovan         | 4º  | –  | 1º | –  | 4º | nq | 9  |
| 8  | 44 | Laia Sanz            | RX2e | Acciona Sainz XE Team     | 10ª | –  | 4ª | 4ª | –  | nq | 8  |
| 8  | 7  | Carlos Checa Carrera | RX2e | QEV Motorsport            | 8º  | –  | 5º | –  | 5º | nq | 7  |
| 10 | 23 | Nick Heidfeld        | RX2e | QEV Motorsport            | 9º  | 5º | –  | 5º | –  | nq | 6  |

Legenda:
Pos. = Posizione; Nº = Numero di gara; PR = Posizione nella Progression Race; SF = Posizione nella semifinale; nq = non qualificata/o.

### Super Pole
Unicamente per la categoria RX1e, al fine di decidere la griglia di partenza della prima batteria, venne introdotta la Super Pole ovvero un unico giro cronometrato effettuato con partenza da fermo e comprensivo di Joker Lap. In base al risultato i piloti potranno scegliere sia lo stallo di partenza sia a quale gara partecipare.
| 1 | 1  | Johan Kristoffersson | Volkswagen RX1e  | Kristoffersson Motorsport          | 57"085   | –      |
| 2 | 21 | Timmy Hansen         | Peugeot 208 RX1e | Hansen World RX Team               | 58"083   | +0"998 |
| 3 | 52 | Ole Christian Veiby  | Volkswagen RX1e  | Kristoffersson Motorsport          | 58"300   | +1"215 |
| 4 | 71 | Kevin Hansen         | Peugeot 208 RX1e | Hansen World RX Team               | 58"538   | +1"453 |
| 5 | 68 | Niclas Grönholm      | PWR RX1e         | Construction Equipment Dealer Team | 58"700   | +1"615 |
| 6 | 17 | Gustav Bergström     | Volkswagen RX1e  | Gustav Bergström                   | 59"171   | +2"086 |
| 7 | 12 | Klara Andersson      | PWR RX1e         | Construction Equipment Dealer Team | 59"786   | +2"701 |
| 8 | 77 | René Münnich         | SEAT Ibiza RX1e  | ALL-INKL.COM Münnich Motorsport    | 1'00"302 | +3"217 |

Legenda: Pos. = Posizione; Nº = Numero di gara.

### Batterie
Il risultato delle batterie (Heats) determinerà poi il Ranking finale, il quale risulterà poi decisivo nel caso in cui più concorrenti ottenessero uguali piazzamenti nelle fasi successive, ovvero le Progression Races e le semifinali.
| 1  | Johan Kristoffersson | Volkswagen RX1e  | Kristoffersson Motorsport          | 50 (1º) | 50 (1º) | 100 | 1º |
| 21 | Timmy Hansen         | Peugeot 208 RX1e | Hansen World RX Team               | 45 (2º) | 45 (2º) | 90  | 2º |
| 52 | Ole Christian Veiby  | Volkswagen RX1e  | Kristoffersson Motorsport          | 40 (4º) | 42 (3º) | 82  | 3º |
| 68 | Niclas Grönholm      | PWR RX1e         | Construction Equipment Dealer Team | 42 (3º) | 39 (5º) | 81  | 4º |
| 71 | Kevin Hansen         | Peugeot 208 RX1e | Hansen World RX Team               | 39 (5º) | 40 (4º) | 79  | 5º |
| 17 | Gustav Bergström     | Volkswagen RX1e  | Gustav Bergström                   | 38 (6º) | 38 (6º) | 76  | 6º |
| 12 | Klara Andersson      | PWR RX1e         | Construction Equipment Dealer Team | 37 (7ª) | 37 (7ª) | 74  | 7ª |
| 77 | René Münnich         | SEAT Ibiza RX1e  | ALL-INKL.COM Münnich Motorsport    | 36 (8º) | 36 (8º) | 72  | 8º |

| 82 | Isak Sjökvist        | RX2e | Hedströms Motorsport      | 45 (2º)  | 50 (1º)        | 45 (2º)        | 140 | 1º  |
| 14 | Nils Andersson       | RX2e | Kristoffersson Motorsport | 50 (1º)  | 45 (2º)        | 40 (4º)        | 135 | 2º  |
| 13 | Viktor Vranckx       | RX2e | Bert Vranckx              | 35 (9º)  | 42 (3º)        | 50 (1º)        | 127 | 3º  |
| 00 | Patrick O'Donovan    | RX2e | Patrick O'Donovan         | 42 (3º)  | 38 (6º)        | 36 (8º)        | 116 | 4º  |
| 5  | Pablo Suárez         | RX2e | QEV Motorsport            | 38 (6º)  | 35 (9º)        | 42 (3º)        | 115 | 5º  |
| 12 | Pepe Arque           | RX2e | Escuderia Mollerussa      | 39 (5º)  | 39 (5º)        | 37 (7º)        | 115 | 6º  |
| 97 | Raul Ferre           | RX2e | ACA Esport                | 40 (4º)  | 40 (4º)        | 33 (10º - DNF) | 113 | 7º  |
| 7  | Carlos Checa Carrera | RX2e | QEV Motorsport            | 36 (8º)  | 36 (8º)        | 39 (5º)        | 111 | 8º  |
| 23 | Nick Heidfeld        | RX2e | QEV Motorsport            | 37 (7º)  | 37 (7º)        | 35 (9º)        | 109 | 9º  |
| 44 | Laia Sanz            | RX2e | Acciona Sainz XE Team     | 34 (10ª) | 33 (10ª - DNF) | 38 (6ª)        | 105 | 10ª |

Legenda:
Nº = Numero di gara; B = Batteria; DNF = Non arrivata/o (Did not finish).

### Progression races
Per ciascuna serie tutti i concorrenti parteciparanno alle progression races, il risultato delle quali sarà determinante per la qualificazione alle successive semifinali e/o per la scelta della posizione di partenza nelle stesse.
| Categoria RX1e - Progression Race 1 |    |                      |                  |                                    |            |          |          |   |
| Pos.                                | Nº | Pilota               | Auto             | Squadra                            | Giri/Joker | Tempo    | Distacco |   |
| 1                                   | 1  | Johan Kristoffersson | Volkswagen RX1e  | Kristoffersson Motorsport          | 5/1        | 3'57"644 | –        | Q |
| 2                                   | 52 | Ole Christian Veiby  | Volkswagen RX1e  | Kristoffersson Motorsport          | 5/1        | 4'02"734 | +5"090   | Q |
| 3                                   | 12 | Klara Andersson      | PWR RX1e         | Construction Equipment Dealer Team | 5/1        | 4'05"065 | +7"421   | Q |
| 4                                   | 71 | Kevin Hansen         | Peugeot 208 RX1e | Hansen World RX Team               | 5/1        | 4'06"533 | +8"889   | Q |
|                                     |    |                      |                  |                                    |            |          |          |   |
| Categoria RX1e - Progression Race 2 |    |                      |                  |                                    |            |          |          |   |
| Pos.                                | Nº | Pilota               | Auto             | Squadra                            | Giri/Joker | Tempo    | Distacco |   |
| 1                                   | 21 | Timmy Hansen         | Peugeot 208 RX1e | Hansen World RX Team               | 5/1        | 4'00"306 | –        | Q |
| 2                                   | 68 | Niclas Grönholm      | PWR RX1e         | Construction Equipment Dealer Team | 5/1        | 4'03"101 | +2"795   | Q |
| 3                                   | 17 | Gustav Bergström     | Volkswagen RX1e  | Gustav Bergström                   | 5/1        | 4'04"113 | +3"807   | Q |
| 4                                   | 77 | René Münnich         | SEAT Ibiza RX1e  | ALL-INKL.COM Münnich Motorsport    | 5/1        | 4'09"256 | +8"950   | Q |

| Categoria RX2e - Progression Race 1 |    |                      |      |                           |            |          |          |   |
| Pos.                                | Nº | Pilota               | Auto | Squadra                   | Giri/Joker | Tempo    | Distacco |   |
| 1                                   | 13 | Viktor Vranckx       | RX2e | Bert Vranckx              | 5/1        | 4'11"946 | –        | Q |
| 2                                   | 82 | Isak Sjökvist        | RX2e | Hedströms Motorsport      | 5/1        | 4'12"989 | +1"043   | Q |
| 3                                   | 5  | Pablo Suárez         | RX2e | QEV Motorsport            | 5/1        | 4'14"123 | +2"177   | Q |
| 4                                   | 97 | Raul Ferre           | RX2e | ACA Esport                | 5/1        | 4'14"746 | +2"800   | Q |
| 5                                   | 23 | Nick Heidfeld        | RX2e | QEV Motorsport            | 5/1        | 4'16"539 | +4"593   | Q |
|                                     |    |                      |      |                           |            |          |          |   |
| Categoria RX2e - Progression Race 2 |    |                      |      |                           |            |          |          |   |
| Pos.                                | N° | Pilota               | Auto | Squadra                   | Giri/Joker | Tempo    | Distacco |   |
| 1                                   | 00 | Patrick O'Donovan    | RX2e | Patrick O'Donovan         | 5/1        | 4'12"110 | –        | Q |
| 2                                   | 14 | Nils Andersson       | RX2e | Kristoffersson Motorsport | 5/1        | 4'12"750 | +0"640   | Q |
| 3                                   | 12 | Pepe Arque           | RX2e | Escuderia Mollerussa      | 5/1        | 4'13"394 | +1"284   | Q |
| 4                                   | 44 | Laia Sanz            | RX2e | Acciona Sainz XE Team     | 5/1        | 4'16"974 | +4"864   | Q |
| DNF                                 | 7  | Carlos Checa Carrera | RX2e | QEV Motorsport            | 1/1        | 1'54"050 | +4 giri  | Q |

Legenda:
Pos. = Posizione; Nº = Numero di gara; DNF = Non arrivato (Did not finish).
| Q | Qualificata/o per le semifinali |

### Finali
| Categoria RX1e | Categoria RX1e | Categoria RX1e       | Categoria RX1e   | Categoria RX1e                     | Categoria RX1e | Categoria RX1e | Categoria RX1e | Categoria RX1e |
| Pos.           | Nº             | Pilota               | Auto             | Squadra                            | Giri/Joker     | Tempo          | Distacco       |                |
| -------------- | -------------- | -------------------- | ---------------- | ---------------------------------- | -------------- | -------------- | -------------- | -------------- |
| 1              | 1              | Johan Kristoffersson | Volkswagen RX1e  | Kristoffersson Motorsport          | 5/1            | 3'55"209       | –              |                |
| 2              | 21             | Timmy Hansen         | Peugeot 208 RX1e | Hansen World RX Team               | 5/1            | 4'00"321       | +5"112         |                |
| 3              | 52             | Ole Christian Veiby  | Volkswagen RX1e  | Kristoffersson Motorsport          | 5/1            | 4'01"534       | +6"325         |                |
| 4              | 12             | Klara Andersson      | PWR RX1e         | Construction Equipment Dealer Team | 5/1            | 4'02"771       | +7"562         |                |
| 5              | 68             | Niclas Grönholm      | PWR RX1e         | Construction Equipment Dealer Team | 3/2            | 2'42"997       | +2 giri        |                |

- Miglior tempo di reazione: 0"408 ( Klara Andersson);
- Giro più veloce: 44"411 ( Johan Kristoffersson);
- Miglior giro Joker: 47"812 ( Johan Kristoffersson).

| Categoria RX2e | Categoria RX2e | Categoria RX2e | Categoria RX2e | Categoria RX2e            | Categoria RX2e | Categoria RX2e | Categoria RX2e | Categoria RX2e |
| Pos.           | Nº             | Pilota         | Auto           | Squadra                   | Giri/Joker     | Tempo          | Distacco       |                |
| -------------- | -------------- | -------------- | -------------- | ------------------------- | -------------- | -------------- | -------------- | -------------- |
| 1              | 82             | Isak Sjökvist  | RX2e           | Hedströms Motorsport      | 5/1            | 4'10"238       | –              |                |
| 2              | 13             | Viktor Vranckx | RX2e           | Bert Vranckx              | 5/1            | 4'10"907       | +0"669         |                |
| 3              | 14             | Nils Andersson | RX2e           | Kristoffersson Motorsport | 5/1            | 4'11"841       | +1"603         |                |
| 4              | 5              | Pablo Suárez   | RX2e           | QEV Motorsport            | 5/1            | 4'12"678       | +2"440         |                |
| 5              | 97             | Raul Ferre     | RX2e           | ACA Esport                | 5/1            | 4'14"484       | +4"246         |                |

- Miglior tempo di reazione: 0"510 ( Isak Sjökvist);
- Giro più veloce: 46"718 ( Isak Sjökvist);
- Miglior giro Joker: 50"490 ( Viktor Vranckx).

Legenda:
Pos. = Posizione; Nº = Numero di gara.

## Classifiche di campionato
World RX - RX1e piloti
(dopo gara 1)
| Pos. | Pos. | Pilota               | Punti |
| ---- | ---- | -------------------- | ----- |
| 1    |      | Johan Kristoffersson | 142   |
| 2    | 3    | Timmy Hansen         | 107   |
| 3    | 1    | Niclas Grönholm      | 103   |
| 4    | 2    | Kevin Hansen         | 102   |
| 5    | 2    | Ole Christian Veiby  | 99    |
| 6    |      | Gustav Bergström     | 89    |
| 7    |      | Klara Andersson      | 80    |
| 8    |      | René Münnich         | 70    |

World RX - RX1e piloti
(dopo gara 2)
| Pos. | Pos. | Pilota               | Punti |
| ---- | ---- | -------------------- | ----- |
| 1    |      | Johan Kristoffersson | 162   |
| 2    |      | Timmy Hansen         | 123   |
| 3    |      | Niclas Grönholm      | 114   |
| 4    |      | Kevin Hansen         | 112   |
| 5    |      | Ole Christian Veiby  | 112   |
| 6    |      | Gustav Bergström     | 98    |
| 7    |      | Klara Andersson      | 92    |
| 8    |      | René Münnich         | 78    |

World RX - RX1e squadre
(dopo gara 1)
| Pos. | Pos. | Pilota                             | Punti |
| ---- | ---- | ---------------------------------- | ----- |
| 1    |      | Kristoffersson Motorsport          | 241   |
| 2    |      | Hansen World RX Team               | 209   |
| 3    |      | Construction Equipment Dealer Team | 183   |

World RX - RX1e squadre
(dopo gara 2)
| Pos. | Pos. | Pilota                             | Punti |
| ---- | ---- | ---------------------------------- | ----- |
| 1    |      | Kristoffersson Motorsport          | 274   |
| 2    |      | Hansen World RX Team               | 235   |
| 3    |      | Construction Equipment Dealer Team | 206   |

RX2e piloti
| Pos. | Pos. | Pilota               | Punti |
| ---- | ---- | -------------------- | ----- |
| 1    |      | Viktor Vranckx       | 83    |
| 2    |      | Isak Sjökvist        | 73    |
| 3    |      | Nils Andersson       | 65    |
| 4    |      | Patrick O'Donovan    | 60    |
| 5    |      | Raul Ferre           | 58    |
| 6    |      | Pablo Suárez         | 56    |
| 7    |      | Filip Thorén         | 27    |
| 8    |      | Laia Sanz            | 25    |
| 9    |      | Roberts Vitols       | 12    |
| 10   |      | Mark Flaherty        | 11    |
| 11   | N    | Pepe Arque           | 10    |
| 12   | 1    | Lance Woolridge      | 9     |
| 13   | 1    | Catie Munnings       | 8     |
| 14   | 1    | Aksel Lund Svindal   | 7     |
| 15   | N    | Carlos Checa Carrera | 7     |
| 16   | N    | Nick Heidfeld        | 6     |

Legenda:

Pos.= Posizione;  N = In classifica per la prima volta.